# Эрнст, Тьярк
Тьярк Эрнст (нем. Tjark Ernst; родился 15 марта 2003 года, Штутгарт, Германия) — немецкий футболист, вратарь берлинской «Герты».

## Клубная карьера
Тьярк Эрнст — воспитанник «Бохума». 1 июля 2022 года за 300 тысяч евро перешёл в «Герту (Берлин)». За резервную команду дебютировал 7 августа 2022 года в матче 1-го тура Региональной лиги против «Локомотив (Лейпциг)». Свой первый сухой матч провёл 23 апреля 2023 года в матче против «Луккенвальде». 27 мая в 34-м туре Бундеслиги в матче против «Вольфсбурга» дебютировал за «Герту». Эрнст отыграл весь матч, пропустив 1 мяч от Якуба Каминьского.

## Карьера в сборной
За молодёжные сборные Германии сыграл 12 матчей, где пропустил 14 мячей.